# 心光盲人院暨學校

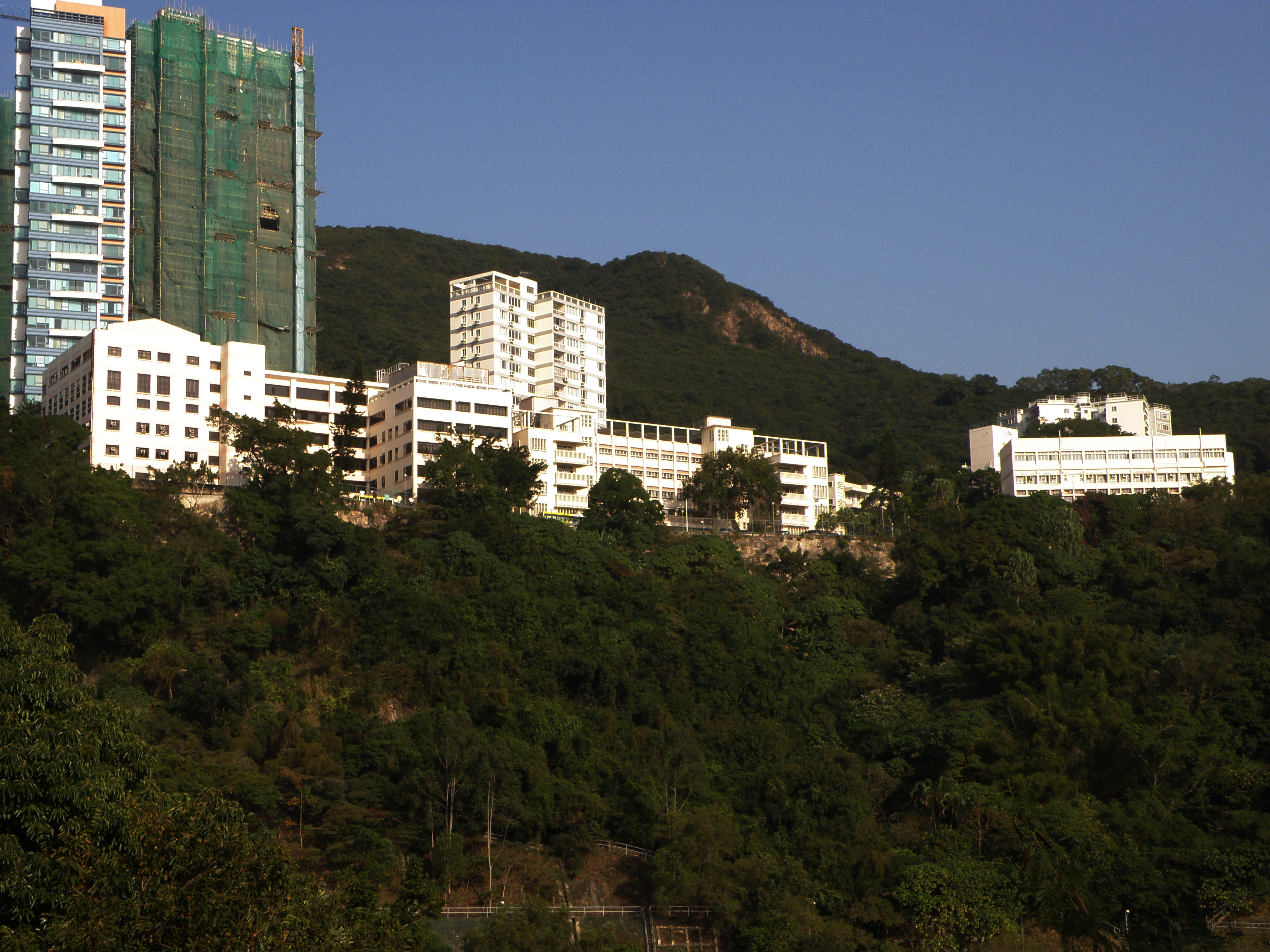
心光盲人院暨學校西面

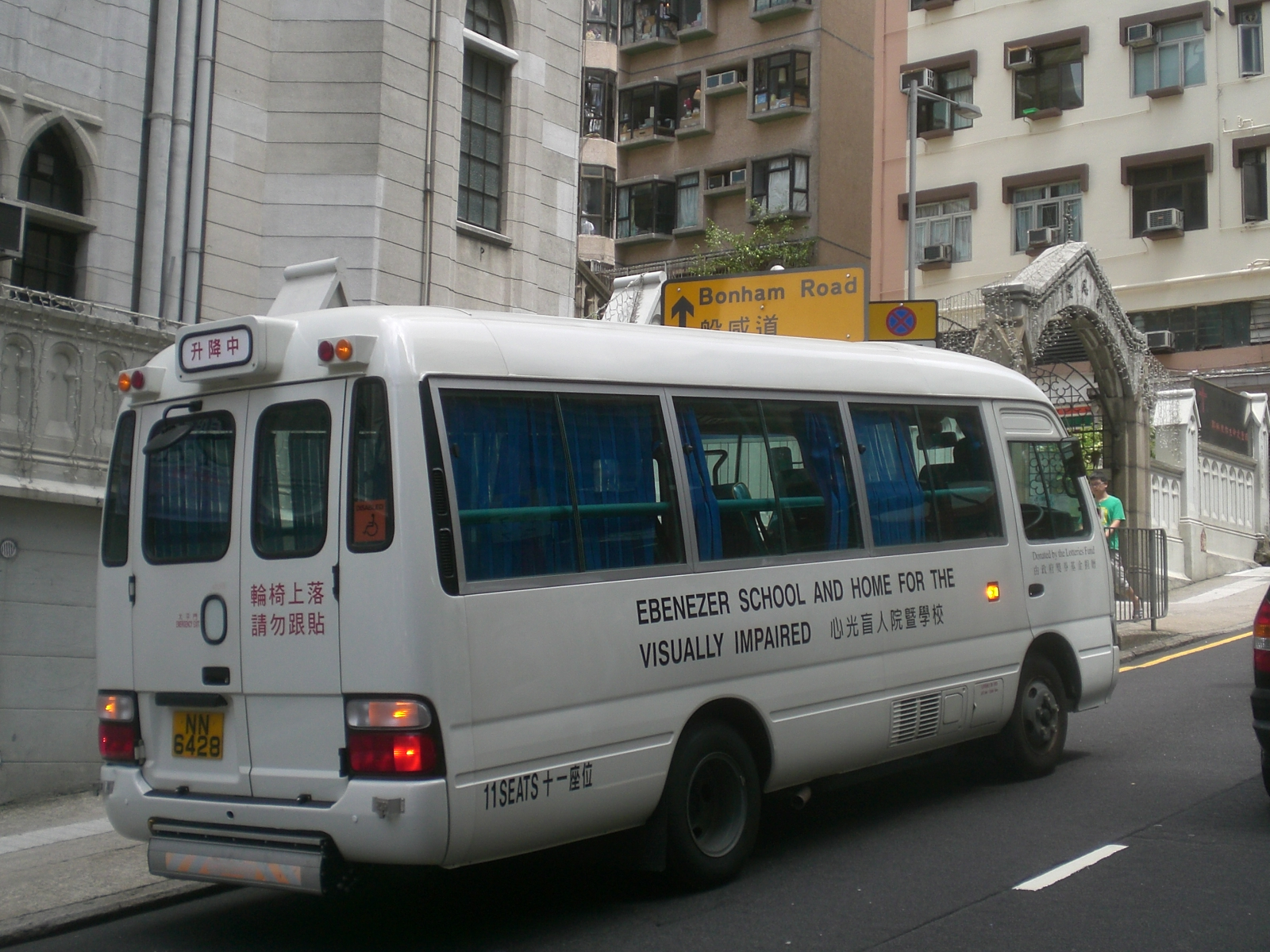
學校校車

心光盲人院暨學校（英語：Ebenezer School & Home for the Visually Impaired，前稱：Ebenezer School and Home for the Blind），簡稱心光學校（英語：Ebenezer School），是現時香港唯一的視障學校，位於香港島薄扶林道131號，由香港志願團體為盲人於1897年所辦。

## 歷史
1897年德國信義宗喜迪堪會（Hildesheimer Blindenmission）傳教士布絲樂女士（Ms. Martha Postler）為了收容四名失明的女孩而成立「心光盲人院」（心光盲人院暨學校的前身），在西營盤一所破舊的小屋開始了「心光」的工作。1901年在土瓜灣興建一所可容納50名失明女童之院舍。於1913年搬遷到西高山山麓。由於當時婦女地位低微，失明婦女更遭人歧視，早期的「心光」只收容女性，故被稱為「盲妹院」。
在第一次世界大戰期間，喜迪堪會的視障服務仍能維持，直到1919年才由教堂傳教協會（Church Missionary Society）及德國教會信託（German Mission Trust）接辦。在第二次世界大戰期間，薄扶林院舍被政府收回，院內失明女童遷到上水，戰後才返回薄扶林。
心光盲人院在1955年接受香港賽馬會的資助建立一所提供32名宿位之老人院。1956年正式定名「心光書院」，在教育署註冊，並接受政府資助。1960年再獲賽馬會捐助興建樓高五層的新校舍，設施包括體育館及職員宿舍，由港督柏立基爵士主持開幕。
1968年成為公益金會員。1995年正式以「心光盲人院暨學校」名義註冊為有限公司。心光學校的預備班在2006年9月轉型為一所視障的幼兒中心兼住宿服務。
2021年12月16日心光盲人院暨學校與九龍倉集團達成換地協議，九龍倉集團将向心光盲人院支付7億元，以及東涌沙咀頭4幅約19萬方呎土地，以換取薄扶林學校現址。
2022年5月7日心光盲人院暨學校獲城市規劃委員會同意改劃成為「綜合發展區」或者「住宅（丙類）」用途，並以地積比率1.9倍重建成5幢9層高住宅大樓，涉及的住用總樓面約13.2萬平方呎，預計日後提供83間低密度豪宅，平均面積約1615平方呎。
2023年12月5日心光盲人院暨學校最新向城規會申請放寬建築物高度限制至164米（主水平基準上，下同），發展地積比率維持1.9倍，計劃興建4幢10層至11層高分層住宅，單位數目增加至135伙，因應單位伙數增加，單位面積亦有縮減，平均面積由原先1615方呎，縮減39%至978方呎，但總樓面維持約13.2萬方呎

## 架構
主席
巴烈圖先生（Mr. Leo Barretto）
義務秘書
簡思迪先生（Mr. John Cassidy）
義務司庫/校監
施米高先生（Mr. Michael Scales）
喜迪堪會代表
李鼎新牧師
董事
鍾陳碧璋女士
鄧敬仁教授（Prof. Brian Duggan）
馮漢源教授
何浩基先生（Mr. John William Holgate）
傅偉俊醫生（Dr. Daniel Hooley）
賴顯榮律師
林棣權先生
李永康醫生
李吳伊莉女士
潘梁學賢女士

## 其他
- 歌星鄭秀文於2017年的演唱會其一場收入分別捐助心光盲人院暨學校、護苗基金及藝術在醫院[4]。
- 前香港政務官莊陳有及曾芷君為該校校友。

## 外部連結
- 心光盲人院暨學校 燃亮盲人心裡的光
- 心光盲人院暨學校 （页面存档备份，存于）
  - 心光學校 （页面存档备份，存于）
  - 心光恩望學校 （页面存档备份，存于）
  - 心光護理安老院 （页面存档备份，存于）